# گلدسته مسجد امام حسن عسگری
گلدسته مسجد امام حسن عسگری مربوط به دوره قاجار است و در آمل، محله پایین بازار واقع شده و این اثر در تاریخ ۲۵ اسفند ۱۳۷۹ با شمارهٔ ثبت ۳۳۳۰ به‌عنوان یکی از آثار ملی ایران به ثبت رسیده است.